# 參肋左錐螺
參肋左錐螺（学名：Triphora fucata）为左錐螺科左錐螺屬下的一个种。